# Hatti Archer
Pour les articles homonymes, voir Archer (homonymie).
 Hatti Archer (née Dean le 2 février 1982 à Oxford) est une athlète britannique, spécialiste notamment du 3 000 m steeple.
Elle établit 3 records britanniques en 2007, notamment sous la pluie au Don Valley Stadium en juillet de cette année.
Elle est sélectionnée pour les Jeux olympiques de 2008 à Pékin mais n'y participe pas en raison d'une fracture de fatigue à la hanche. 
En 2010, elle termine initialement 4e des Championnats d'Europe à Barcelone mais obtient finalement la médaille d'argent après disqualifications tardives.
Elle établit à cette occasion son record personnel en 9 min 30 s 19.